# Höiåsmasten
Høiåsmasten é uma torre de televisão próxima a Halden, Noruega. 
Foi construída em 1980, e é a segunda maior torre da Noruega. 

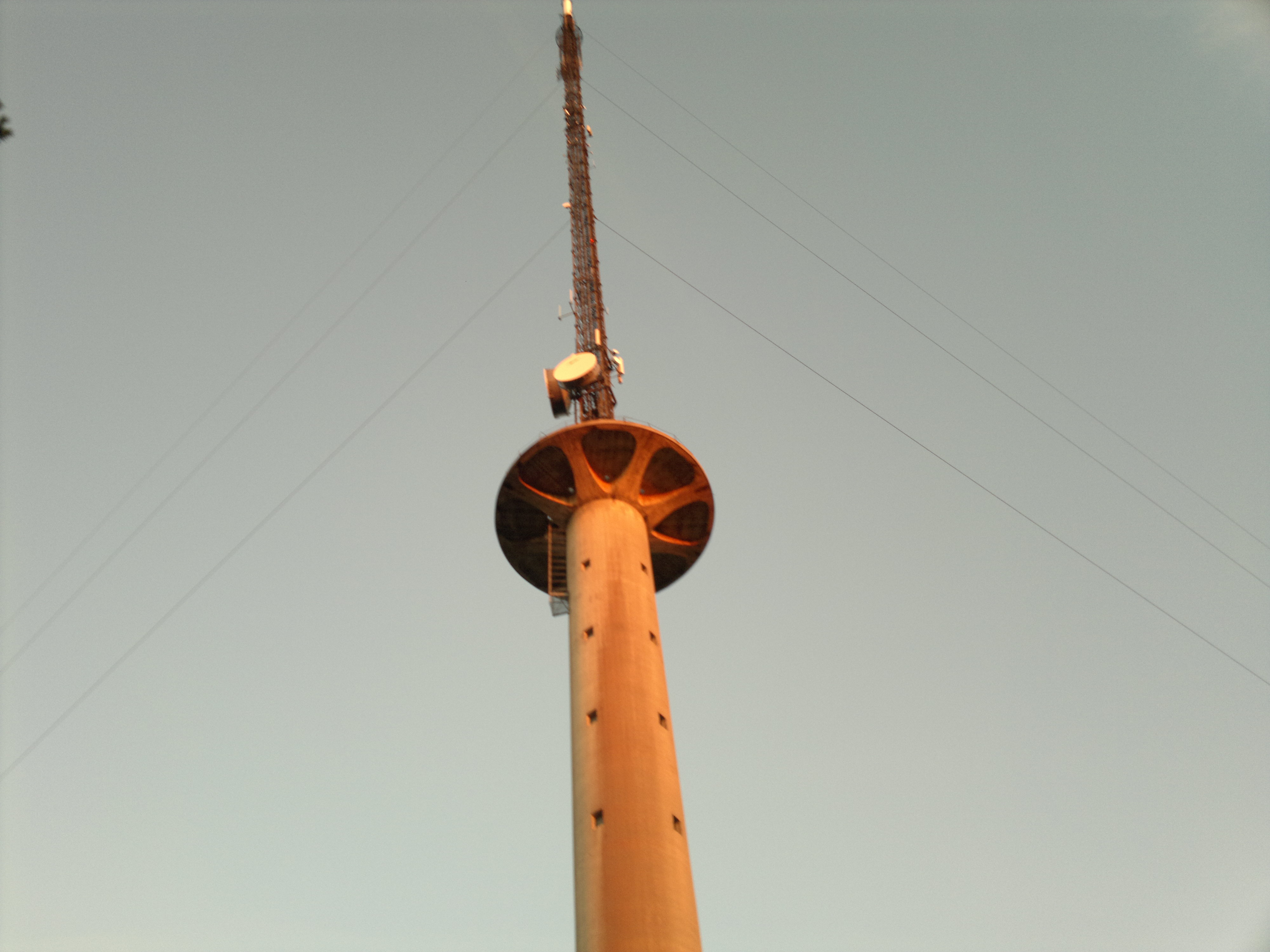
Høiås transmitter